# Gypona turpis
Gypona turpis är en insektsart som beskrevs av Spångberg 1881. Gypona turpis ingår i släktet Gypona och familjen dvärgstritar. Inga underarter finns listade i Catalogue of Life.